# Aleksander Chełstowski
Aleksander Chełstowski (ur. 22 kwietnia 1912 w Różanie, zm. 26 marca 1973 w San Jose) – polski lotnik, pilot-obserwator, żołnierz (w stopniu porucznika) kampanii wrześniowej 1939. Po jej zakończeniu i po przedarciu się do Wielkiej Brytanii – nawigator i bombardier w 300 dywizjonie bombowym Ziemi Mazowieckiej, a później pilot-instruktor w brytyjskim wojskowym szkolnictwie lotniczym. W czasie wojny odbył 42 loty bojowe: 8 podczas wojny obronnej w Polsce i 34 w Anglii. Służbę wojskową zakończył po II wojnie światowej w stopniu majora.

## Życiorys
W maju 1932 zdał egzamin dojrzałości w Państwowym Gimnazjum Męskim im. Króla Władysława Jagiełły w Płocku. We wrześniu tego roku został powołany do odbycia służby wojskowej. W lipcu 1933 z wynikiem dobrym ukończył dywizyjny kurs podchorążych rezerwy 4 DP przy 67 pułku piechoty w Brodnicy. Postanowił pozostać w wojsku, jako oficer zawodowy. W maju 1933 złożył wniosek o przyjęcie do Szkoły Podchorążych Artylerii w Toruniu. Po ukończeniu dwuletniego szkolenia został mianowany podporucznikiem ze starszeństwem z dniem 15 października 1935 i 30. lokatą w korpusie oficerów artylerii. Został wcielony do 1 pułku artylerii najcięższej w Górze Kalwarii, w którym służył w kolejnych latach. Już pod koniec 1938 interesował się lotnictwem, w listopadzie rozpoczął kurs w Dęblinie na stanowisko obserwatora lotniczego. Kurs ten ukończył latem 1939. W międzyczasie został awansowany na stopień porucznika ze starszeństwem z dniem 19 marca 1939 i 34. lokatą w korpusie oficerów artylerii. 30 czerwca przeniesiony został do korpusu oficerów lotnictwa. 1 lipca został przeniesiony do 1 pułku lotniczego w Warszawie i przydzielony do 26 eskadry towarzyszącej na stanowisko obserwatora.
Po wybuchu wojny Chełstowski odbył swój pierwszy lot bojowy z lotniska Zarębice k. Częstochowy już 2 września 1939. Wrócił z niego uszkodzonym samolotem (otrzymał siedem niegroźnych trafień) bezpiecznie na lotnisko. Wkrótce potem, w zamieszaniu powstałym w związku z przebazowaniem jego macierzystej jednostki pod naporem atakującej armii niemieckiej, poszukując w nocy z 2 na 3 września sztabu 7 Dywizji Piechoty, której jego pluton był podporządkowany, znalazł się krótko na tyłach Niemców. Dwa dni później przy pomocy miejscowej ludności przedarł się w ubraniu cywilnym przez linię frontu i wrócił do swej eskadry, a już 6 września odbył (z lądowiska Krzczonów nieopodal Opatowca) swój drugi lot bojowy. W ciągu następnych dni odbył jeszcze sześć kolejnych lotów bojowych (pod Przemyślem dwa, jeden koło Lwowa i trzy w pobliżu Stanisławowa). Po sowieckiej inwazji 17 września jego jednostka otrzymała rozkaz przekroczenia granicy rumuńskiej.
Spaliwszy swoje samoloty i inny sprzęt, dokumenty, szyfry itp. żołnierze 26 eskadry obserwacyjnej wraz z por. Chełstowskim krótko po północy 19 września wkroczyli pieszo do Rumunii. W Rumunii Chełstowski wraz z innymi internowanymi żołnierzami polskimi przebywał trzy miesiące. W pierwszy dzień Bożego Narodzenia (25 grudnia) wojskowy transport z Chełstowskim wypłynął statkiem z Konstancy, a po czterech dniach dotarł do Bejrutu. Kolejnym transportem wypłynął 16 stycznia 1940 z Bliskiego Wschodu, a do Marsylii we Francji dotarł 22 stycznia. Z Marsylii trafił do Caussade, a w połowie marca do Lyonu. Podczas pobytu we Francji dowódca lotnictwa Armii „Kraków” płk Sznuk wystąpił w lutym 1940 z wnioskiem o odznaczenie Chełstowskiego orderem Virtuti Militari za kampanię wrześniową. Wówczas jednak do odznaczenia tego nie doszło. Po wkroczeniu Niemców do Francji żołnierzy polskich z Lyonu ewakuowano na afrykański brzeg Morza Śródziemnego, do Oranu, gdzie Chełstowski dotarł 25 czerwca. Stamtąd tydzień później kolejnym statkiem trafił do Gibraltaru, a po kolejnym tygodniu, kolejnym transportem morskim, wypłynął do Wielkiej Brytanii. Konwój dopłynął do Glasgow w Szkocji 16 lipca wieczorem.
Po przejściu przeszkolenia na stanowisko nawigatora, które Chełstowski przeszedł w następnym okresie (ukończył je w Prestwick w kwietniu 1941) i bombardiera (ukończył je w bazie RAF West Freugh w Stranraer w czerwcu 1941) otrzymał przydział do 300 dywizjonu bombowego Ziemi Mazowieckiej pod dowództwem majora Stanisława Cwynara. Wraz z załogą otrzymali bombowiec Vickers Wellington Mk IV nr Z-1276, który ochrzcili imieniem „Zosia”. Pierwszy lot bojowy w lotnictwie brytyjskim odbył 16 października 1941. 28 października bombardował doki w Cherbourgu, w kolejnym (trzecim) locie, 1 listopada – Kilonię, potem (7 listopada) – Mannheim, 26 listopada – Emden, 17 grudnia – port wojenny w Breście. 23 grudnia Chełstowski wziął udział w nalocie, którego celem była Kolonia, ale z powodu gęstej pokrywy chmur nad celem, zbombardowany został Akwizgran. W ósmym locie bojowym Chełstowskiego (27 grudnia, ostatnim w roku 1941) brał on udział w bombardowaniu Düsseldorfu. W kolejnych trzech lotach – 6, 8 i 10 stycznia 1942 – Chełstowski brał udział w bombardowaniu Brestu.
Wszystkie z dotychczasowych misji bojowych Chełstowskiego zakończyły się bez strat ani poważniejszych (nie licząc pojedynczych przestrzelin) uszkodzeń samolotu. W misji dwunastej (bombardowanie Münsteru, 22 stycznia) jego samolot został jednak schwytany w snopy reflektorów przeciwlotniczych i ostrzelany przez naziemną artylerię przeciwlotniczą, a także zaatakowany i trafiony przez niemiecki myśliwiec. Pomimo to pilot szczęśliwie doprowadził samolot do lotniska, a por. Chełstowski wraz z kolegami wkrótce mogli podjąć kolejne misje. W ciągu następnych pięciu miesięcy jego załoga odbyła jeszcze 22 kolejne loty bojowe, biorąc udział w bombardowaniach miast i instalacji wojskowych w Niemczech i w okupowanej Francji. 20 czerwca 1942, podczas swojej 34. misji Chełstowski wraz z pozostałymi członkami załogi przekroczyli granicę 200 godzin spędzonych łącznie podczas operacji lotniczych. Zgodnie z brytyjskimi przepisami jest to maksymalna liczba godzin, którą lotnicy mogli odbyć w jednej turze działań wojennych, dlatego po zakończeniu tego lotu Chełstowski skierowany został na inne stanowisko i od 3 sierpnia pracował jako instruktor nawigacji w Bramcote. Miesiąc później awansował na stopień kapitana. Przez dwa i pół roku (od marca 1940 aż do przeniesienia na stanowisko instruktorskie w Bramcote) prowadził dziennik, który staraniem jego bratanka Piotra został wydany drukiem przez IPN w roku 2010.
Od końca listopada 1942 do początków lutego 1943 przeszedł szkolenia w Central Navigation School w Cranage, potem (od kwietnia) trzymiesięczny kurs w Elementary Flying Training School w Hucknall, a następnie również trzymiesięczne szkolenie w Secondary Flying Training School w Newton, po którym – 20 września 1943 – otrzymał odznakę pilota. Pomimo to nie rozpoczął drugiej tury lotów bojowych i pozostał na stanowisku instruktora nawigacji. W szkolnictwie lotniczym pozostał aż do końca wojny, pracował w nim także jeszcze przez rok po wojnie (okazjonalnie odbywał loty transportowe na Daleki Wschód, m.in. do Rangunu), awansując (1 stycznia 1946) na stopień majora. Wcześniej (w maju 1945) Aleksander Chełstowski ożenił się z Anną Orleańską.
W 1948 Chełstowscy zdecydowali się opuścić Wielką Brytanię, podjęli jednak decyzję, że nie przyjadą do Polski. Wobec trudności, jakie w tym czasie spotykały imigrantów w USA, Chełstowscy postanowili wyjechać do Argentyny. Aleksandrowi nie udało się podjąć pracy w tamtejszym lotnictwie, wobec czego utrzymywał rodzinę (miał urodzoną w 1946 jeszcze w Wielkiej Brytanii córkę oraz syna, który urodził się już w Argentynie, w 1952), pracując jako hydraulik. Dzięki pomocy przyjaciela i kolegi z Dywizjonu 300 po dziewięciu latach pobytu w Argentynie uzyskał możliwość przyjazdu do USA. Trafił tu w 1957, rok później dojechała doń żona i dzieci. Osiedlili się w San Jose, tam Aleksander Chełstowski założył własną firmę instalatorską, kupił dom, zapewnił edukację dzieciom. Zmarł w 1973, pochowany został na katolickim cmentarzu w Santa Clara.

## Ordery i odznaczenia
- Krzyż Srebrny Orderu Wojennego Virtuti Militari nr 9426[6] – 6 czerwca 1942
- Krzyż Walecznych – czterokrotnie
- Medal Lotniczy – trzykrotnie[7]